# Badia de Liaodong
La Badia de Liaodong (xinès tradicional: 遼東湾, xinès simplificat 辽东湾 pinyin: Liáodōng Wān) és una de les tres badies que formen el Golf de Bohai al nord-est de la Xina, a la Mar Groga, al nord-oest de la República Popular de la Xina tancat a l'est per la península de Liaodong, que gairebé l'envolta amb forma de «c». Pel nord, obert a una gran vall, rep els rius Liao He i Daling He. Les costes són baixes.
Limita amb la província de Liaoning. Les tres badies són la badia de Laizhou, al sud, la badia de Liaodong, al nord, i la badia de Bohai, a l'est.
El 31 d'agost de 1993 es va posar en funcionament el camp petrolífer marítim Suizhong-1, el major del seu tipus a la Xina. A 50 quilòmetres del poblat. És el primer camp marítim xinès les reserves del qual superen 100 milions de tones.